# 初体験 (テレビドラマ)
『初体験』（はつたいけん）は、2002年1月8日から3月19日まで毎週火曜日21:00 - 21:54に、フジテレビ系「火曜9時」枠で放送されたテレビドラマ。主演は水野美紀。

## 概要
人に言えない悩みを抱え、焦りまくる27歳の獣医師・真智（水野美紀）が、フサちゃん（藤木直人）との出会いを通し、本物の恋愛にたどり着くラブコメディー。
タイトルの「初体験」はただ単にバージンを捨てると言う意味だけではなく、人生において出会う様々な「最初の体験」を意味している。
主人公は祖母の経営するアニマルクリニックで働く小動物臨床獣医師という設定のため、たくさんの犬や猫が出演し、水野の愛犬ミニチュア・ワイヤードヘア・ダックスフントのネロも出演した。
小泉孝太郎のデビュー作であり、流行語にもなった父親の小泉純一郎の言葉「感動した」という台詞を言うシーンもある。

## キャスト
- 高梨 真智〈27〉 - 水野美紀
小動物臨床獣医師。子供の頃から優等生だったが、27歳で処女であり、焦っている。最終的には拓海と肉体的にも精神的にも結ばれる。
- 広田（房野） 拓海〈27〉 - 藤木直人
真智の小学校時代の同級生で憧れの存在。大人になってから真智と再会した。愛称は「フサちゃん」。
- 榎本 由加里〈27〉 - 篠原涼子
真智の小学校時代からの友達。
- 椎名 琴美〈27〉 - 坂井真紀
真智の小学校時代からの友達。
- 甲田 敦史〈23〉 - オダギリジョー
歩が通う大学の友達。
- 合田 美佐〈24〉 - 畑野浩子
歩が通う大学の学生課事務員。
- 高梨 歩〈21〉 - 小泉孝太郎
真智の弟。
- 高梨 雅枝〈68〉 - 加藤治子
真智の祖母。たかなしアニマルクリニック院長。
- 小手島 雄治〈35〉 - 八嶋智人
たかなしアニマルクリニック獣医。
- 橘 りえ - 中越典子
たかなしアニマルクリニックスタッフ。
- 加奈 - 田村たがめ
たかなしアニマルクリニックスタッフ。
- 渡部 - 山西惇
拓海の先輩のカメラマン。
- 喫茶店「胡桃」のマスター - 矢島健一

## スタッフ
- 脚本 - 神山由美子
- 演出 - 木下高男、土方政人
- 音楽 - 中西俊博
- 主題歌 - Do As Infinity「陽のあたる坂道」（avex trax）
- プロデューサー - 稲田秀樹、土屋健
- 制作著作 - フジテレビ、共同テレビ

## 放送日程
| 各話                                                       | 放送日        | サブタイトル     | 演出     | 視聴率 |
| ---------------------------------------------------------- | ------------- | ---------------- | -------- | ------ |
| motion 1(第1話)                                            | 2002年1月08日 | 今まで最高の男   | 木下高男 | 14.9%  |
| contact 2(第2話)                                           | 2002年1月15日 | 恋の決断力       | 木下高男 | 13.5%  |
| trouble 3(第3話)                                           | 2002年1月22日 | 顔か性格か       | 土方政人 | 12.7%  |
| crisis 4(第4話)                                            | 2002年1月29日 | 意外な一言       | 土方政人 | 12.6%  |
| fever 5(第5話)                                             | 2002年2月05日 | 攻撃開始!        | 木下高男 | 11.3%  |
| countdown 6(第6話)                                         | 2002年2月12日 | もう限界!        | 土方政人 | 13.2%  |
| wild 7(第7話)                                              | 2002年2月19日 | 決死の告白ダイブ | 木下高男 | 13.2%  |
| search 8(第8話)                                            | 2002年2月26日 | 恋する大捜査線!  | 土方政人 | 13.0%  |
| sex 9(第9話)                                               | 2002年3月05日 | ついに運命の時   | 木下高男 | 13.2%  |
| spark 10(第10話)                                           | 2002年3月12日 | 世界を敵に回して | 土方政人 | 13.1%  |
| walk on 11(最終話)                                         | 2002年3月19日 | 2人が選んだ道    | 木下高男 | 14.9%  |
| 平均視聴率 13.2%（視聴率は関東地区・ビデオリサーチ社調べ） |               |                  |          |        |

- 初回は21時 - 22時4分の10分拡大放送。

## 受賞
- 第32回ザテレビジョンドラマアカデミー賞[1][2]
  - 助演男優賞（藤木直人）

## 関連商品
DVD
- 初体験 DVD-BOX（2002年9月4日発売、ポニーキャニオン）
- 初体験 DVD Vol.1〜6（2002年9月4日発売、ポニーキャニオン）

サウンドトラック
- 初体験 オリジナル・サウンドトラック（2002年2月27日発売、avex trax）